# Red Swan (chanson)
Red swan est une chanson du musicien japonais Yoshiki, qui inclut le chant par Hyde. 
Écrit et produit par Yoshiki, c'est le thème du générique des 12 premiers épisodes de la saison 3 de l'anime L'Attaque des Titans. La version télévisée de la chanson a été publiée sur les plateformes digitales le 23 juillet 2018, alors que le single complet était sorti le 3 octobre 2018. 